# طوطی آویزان ملوکی
طوطی آویزان ملوکی (نام علمی: Loriculus amabilis) گونه‌ای از طوطی‌ها از تیرهٔ طوطیان سبز (Psittaculidae) است. این گونه بومی جنگل‌ها و زیستگاه‌های اطراف در هامراهرا، Bacan و Morotai در اندونزی است. گاهی طوطی آویزان سولا را به عنوان یک زیرگونه دربر می‌گیرد، اما این دو به‌طور فزاینده‌ای به‌عنوان گونه‌های جداگانه‌ای بر اساس تفاوت‌های متمایزشان در پروبال و اندازه (۱۱سانتی‌متر) برای طوطی آویزان ملوکی در مقابل ۱۴ سانتی‌متر برای طوطی آویزان سولا در نظر گرفته می‌شوند.